# Ocnogyna corsica
Ocnogyna corsica is een vlinder uit de familie van de spinneruilen (Erebidae), onderfamilie beervlinders (Arctiinae). De wetenschappelijke naam van de 
soort is voor het eerst geldig gepubliceerd in 1832 door Rambur.
Deze nachtvlinder komt voor in Europa.